# Лауренціу Рус
Лауренціу Рус (рум. Laurențiu Rus, нар. 7 травня 1985, Клуж-Напока) — румунський футболіст, півзахисник клубу «Динамо» (Бухарест).
Володар Кубка Румунії.

## Ігрова кар'єра
Народився 7 травня 1985 року в місті Клуж-Напока. Вихованець футбольної школи місцевого клубу «Університатя».
У дорослому футболі дебютував 2004 року виступами за нижчолігову команду «Ліберті Салонта», в якій провів два сезони, взявши участь у 47 матчах чемпіонату. 
Згодом з 2006 по 2009 рік грав у складі команд клубів «Шопрон», «Петролул» (на правах оренди) та продовжував виступати за «Ліберті Салонта».
У 2009 році приєднався до клубу «Динамо» (Бухарест), де грає і нині. у 2011 році виступав також за «Тиргу-Муреш» на правах оренди.

## Титули і досягнення
- Володар Кубка Румунії (1):

«Динамо» (Бухарест): 2011–12
- Володар Суперкубка Румунії (1):

«Динамо» (Бухарест): 2012